# Truskawiec (gmina Poddębice)
Truskawiec – wieś w Polsce położona w województwie łódzkim, w powiecie poddębickim, w gminie Poddębice.
W latach 1975–1998 miejscowość położona była w województwie sieradzkim.
Przez miejscowość przebiega droga wojewódzka nr 703.
| SIMC    | Nazwa      | Rodzaj    |
| ------- | ---------- | --------- |
| 0711014 | Jawornia   | część wsi |
| 0711020 | Psia Górka | część wsi |
| 0711037 | Wylazłów   | część wsi |